# Уличный артист
Эта статья про систему онлайн-бронирования городских площадок для выступлений уличных артистов в городе Москва, Россия. Про музыкантов см. Уличный музыкант
Проект «Уличный артист» (до 2018 года «Уличный музыкант») — городской сервисный проект для онлайн-бронирования площадок для выступлений на улицах Москвы без предварительного конкурсного отбора и оплаты за выступления. Был создан с целью поддержки и популяризации свободного творчества в Москве.
В 2016 году проект начинался как площадка реализации творчества только для музыкантов. В 2018 году проект открылся для разных жанров и получил новое название — «Уличный артист».

## История
25 июля 2016 года в Москве за игру на гуслях на Манежной площади полицейские задержали и оштрафовали двух девушек. Ими оказались студентки петербургского музыкального техникума имени Мусоргского Любовь Старцева и Виолетта Михайлова. Девушки начали исполнять музыкальные композиции на звончатых гуслях и трёхструнной домре, однако спустя всего 10 минут их задержали сотрудники МВД.
Был составлен административный протокол по статье 20.2.2. ч.1 КОАП РФ «Об организации массового одновременного пребывания граждан в общественных местах, повлекшего нарушения общественного порядка». Позже Тверской суд принял решение оштрафовать студенток на 10 тысяч рублей.
Действия сотрудников правоохранительных органов, задержавших девушек за уличное выступление, вызвали широкий общественный резонанс и подверглись критике в Государственной думе. Глава думского комитета по труду, социальной политике и делам ветеранов Ольга Баталина обратилась к главе МВД Владимиру Колокольцеву с просьбой проверить законность действий сотрудников полиции.
Сергей Семенович Собянин, в связи с произошедшей ситуацией заявил, что музыкантам законодательно разрешат играть на московских улицах и предложил столичному Правительству разработать ряд правил, по которым музыканты на улицах смогут выступать законно, не боясь быть задержанными сотрудниками правопорядка:
«Я считаю, что это бестолковая ситуация, когда людей, которые абсолютно никому не мешают, играют тихо классическую музыку или другую, а с ними поступают так жёстко. Так как этот вопрос не отрегулирован, что взять с полиции — она выполняет свои функции. Необходимо создать систему понятную, простую, оформить законодательно — это в наших силах, и мы обязательно это в ближайшее время сделаем. Сделаем систему простую, так, как мы делали, например, на ярмарках выходного дня».
«Можно будет зайти на сайт, будут определённые точки, где можно будет выступать. Пожалуйста, заявляйся, приходи, пой, танцуй, что хочешь, то и делай»

## «Уличный музыкант»
Создание и реализация проекта были поручены Департаменту культуры города Москвы, которым, в свою очередь, был назначен координатор проекта — Государственное бюджетное учреждение культуры г. Москвы «Московский продюсерский центр».
Московским продюсерским центром совместно с Департаментом торговли и услуг города Москвы на территории Центрального административного округа города Москвы были определены 14 наиболее подходящих площадок для уличных выступлений, а совместно с Департаментом информационных технологий города Москвы разработана и запущена система онлайн-бронирования.
С 1 ноября 2016 по 1 февраля 2017 года в результате межведомственного взаимодействия проект был запущен сначала в пилотном режиме, чтобы апробировать новый для города формат проведения уличных выступлений.
10 мая 2017 года по результатам пилотного сезона проекта было проведено заседание комиссии по культуре и массовым коммуникациям в Московской городской Думе по вопросу: «О ситуации с деятельностью уличных музыкантов в городе Москве». По итогам которого было решено обеспечить функционирование проекта на постоянной основе.
В проекте могли принимать участие только музыканты.

### «Уличный артист»
В июне 2018 года на встрече Мэра Москвы с представителями культурных сообществ было принято решение о преобразовании с 1 августа 2018 года проекта «Уличный музыкант» в более масштабный и многожанровый проект «Уличный артист». Со стороны музыкального сообщества на встрече присутствовал действующий на тот момент председатель Московской организации работников культуры уличного жанра Владимир Семибратов.
Основные преобразования коснулись концепции проекта — в проекте разрешили принимать участие представителям всех творческих направлений культуры уличного жанра (музыкантам, танцорам, чтецам, актёрам, аниматорам, художникам и т. д.). Также изменения произошли в территориальной сети проекта (с 11 площадок количество увеличилось до 44).

## Состояние проекта
По состоянию на 2023 год для бронирования доступны 42 площадки на территории Москвы. За время функционирования проекта состоялось более 90 тысяч выступлений. В открытом календаре на странице проекта на официальном сайте Мэра и Правительства Москвы любой желающий может ознакомиться с афишей на текущую неделю. Для информационной поддержки действует горячая линия проекта: телефон и электронная почта. Все новости о проекте публикуются в официальном сообществе проекта в социальной сети «ВКонтакте».
В теплое время года загруженность площадок в пиковые часы (с 16 до 22 ч.) может достигать 79 %.
Проект действует круглогодично. Действие проекта приостанавливалось лишь однажды: 25 марта 2020 года в связи с неблагоприятной эпидемиологической обстановкой, возникшей вследствие распространения новой коронавирусной инфекции COVID-19 и введением в городе Москве режима повышенной готовности.